# Cultura di Qijia

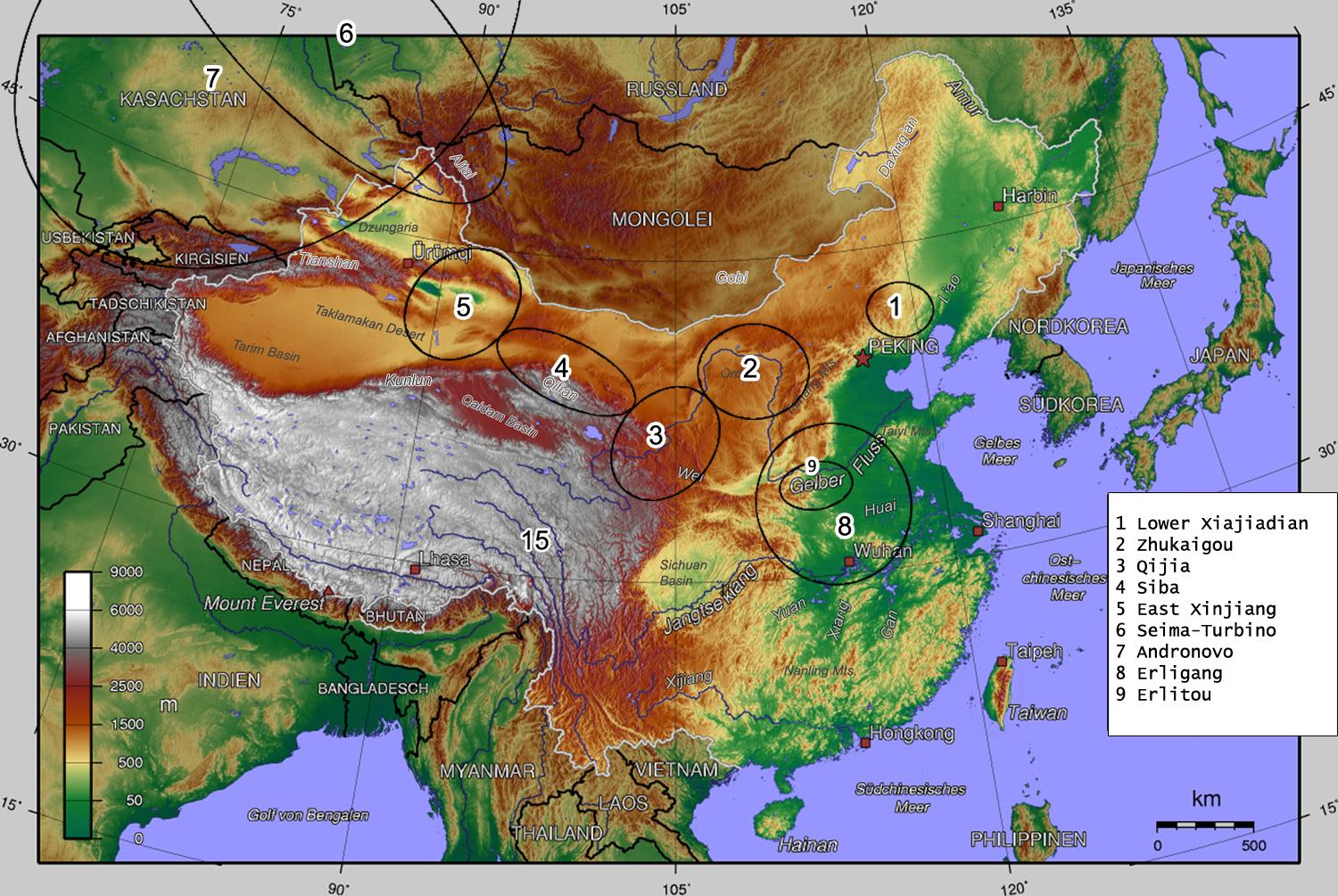
Mappa del tardo neolitico in Cina; la cultura di Qijia è la n. 3.

La cultura di Qijia (2400 a.C. - 1900 a.C.) fu un'antica cultura dell'Età del Bronzo che si sviluppò lungo l'alto corso del Fiume Giallo nella regione del Gansu (attorno a Lanzhou) e nel Qinghai orientale, in Cina. Questa cultura è ritenuta una delle prime culture dell'Età del Bronzo.
Il nome della cultura di Qijia deriva dal nome del sito Qijiaping nella provincia del Gansu.
Prima della cultura di Qijia, nella stessa area fu presente la cultura di Majiayao, che pure possedeva abilità nella lavorazione dei metalli.
Al termine del III millennio a.C., la cultura di Qijia succedette alla cultura di Majiayao nei siti di tre zone geografiche principali: il Gansu orientale, il Gansu medio e il Gansu occidentale/Qinghai orientale.

## Ricerca

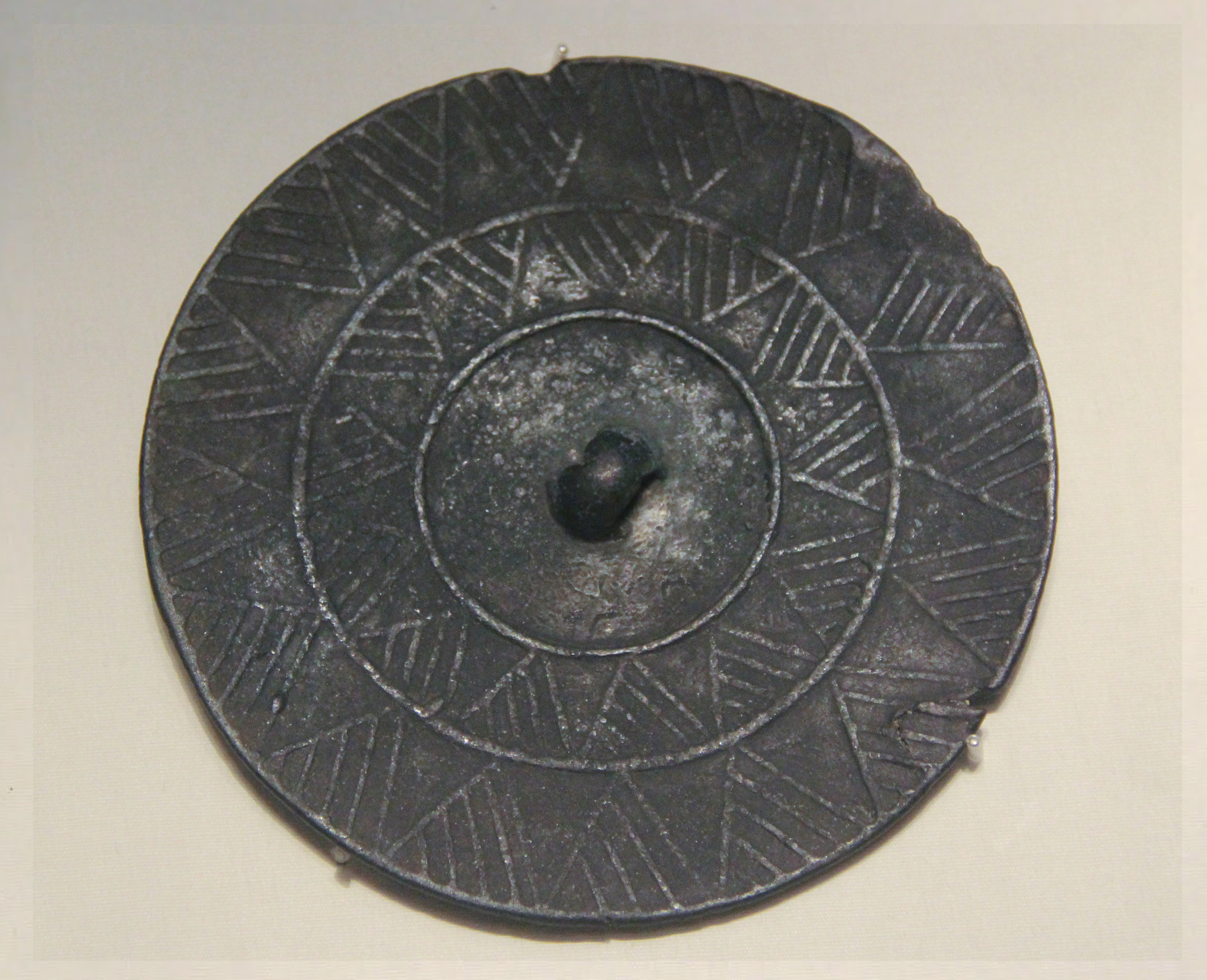
Specchio in bronzo, Gansu. Cultura di Qijia (2400 - 1900). Museo nazionale della Cina.

Johan Gunnar Andersson scoprì il primo sito di questa cultura a Qijiaping (齊家坪) nel 1923. La cultura di Qijia era una cultura sedentaria, basata sull'agricoltura e l'allevamento di maiali, che erano utilizzati anche nei sacrifici.
La cultura di Qijia si caratterizza per la presenza di numerosi cavalli addomesticati e dalla pratica della divinazione oracolare; le asce e i coltelli metallici rinvenuti sembrano mostrare che vi siano state interazioni con culture della Siberia e dell'Asia Centrale, in particolare con il complesso Seima-Turbino.
Le evidenze archeologiche fanno ritenere che vi possano essere stati contatti nelle prime fasi tra la cultura di Qijia e quelle dell'Asia Centrale.
La cultura di Qijia produsse alcuni dei più antichi specchi di bronzo e rame rinvenuti in Cina. Un addomesticamento estensivo dei cavalli è stato riconosciuto in molti siti della cultura di Qijia.
I siti archeologici di Lajia, Huangniangniangtai, Qinweijia e Dahezhuang  sono stati associati alla cultura di Qijia. Altri siti di questa cultura sono stati individuati anche nella provincia di Ningxia e nella Mongolia Interna.
Sono stati identificati oltre 350 siti della cultura di Qijia che si sono sovrapposti alla cultura di Majiayao. Una grande quantità di oggetti metallici, soprattutto oggetti in rame, inclusi alcuni bronzi, proviene dagli scavi effettuati in vari siti della provincia del Gansu e a Gamatai nella provincia del Qinghai.
Su 25 oggetti metallici sono state eseguite delle analisi per determinarne la composizione.
Quelli prodotti con il rame erano i più numerosi, essendo il 64% del totale.
Il resto rappresentava varie leghe del rame, tra le quali era lo stagno.

### Ceramica
La produzione ceramica è caratterizzata da una ceramica rossa raffinata e da una bruno-rossastra grossolana. Esistono anche alcuni pezzi di ceramica grigia.
Essi sono fatti a mano, non essendoci alcuna evidenza che fossero stati fatti con il tornio.
Sebbene la ceramica della cultura di Qijia possieda proprie caratteristiche stilistiche, essa ha molti tratti in comune con la cultura di Longshan nello Shaanxi. Inoltre, sono presenti anche alcuni elementi della cultura di Majiayao.

## Ultimi stadi
Durante gli ultimi stadi, la cultura di Qijia si ritirò dal lato ovest e subì una riduzione della popolazione.